# アナポリス市長
アナポリス市長（英語: Mayor of Annapolis）は、アメリカ合衆国メリーランド州アナポリス市の首長（市長）。任期4年。

## 一覧
- 1708-1720 エイモス・ギャレット
- 1720-1721 トーマス・ラーキン
- 1721-1722 ベンジャミン・タスカー
- 1722-1726 ヴェーチェル・デントン
- 1726-1727 ベンジャミン・タスカー
- 1727-1745 ヴェーチェル・デントン
- 1745-1746 ロバート・ゴードン
- 1746-1747 マイケル・マクナマラ
- 1747-1748 ベンジャミン・タスカー
- 1748-1749 ジョン・ロス
- 1749-1750 ジョン・バレン
- 1750-1753 ベンジャミン・タスカー
- 1753-1754 マイケル・マクナマラ
- 1754-1755 ベンジャミン・タスカー・ジュニア
- 1755-1756 ジョン・ブライス・ジュニア
- 1756-1757 ベンジャミン・タスカー
- 1757-1758 ジョン・バレン
- 1758-1759 ジョン・ロス
- 1759-1760 ジョージ・H・スチュアート
- 1760-1761 マイケル・マクナマラ
- 1761-1762 スティーブン・ボードリー
- 1762-1763 ジョン・ブライス・ジュニア
- 1763-1764 ジョージ・H・スチュアート
- 1764-1765 ダニエル・デュレーニー
- 1765-1766 ジョン・ロス
- 1766-1767 ウォルター・デュレーニー
- 1767-1768 アプトン・スコット
- 1771-1772 トーマス・ジェニングス
- 1773-1780 アレン・キュイン
- 1780-1781 ジョン・ブライス3世
- 1781-1782 ジョン・バレン
- 1782-1783 ジェームズ・ブライス
- 1783-1784 エレミヤ・タウンリー・チェイス
- 1784-1785 ニコラス・キャロル
- 1785-1786 ロバート・コウデン
- 1786-1787 アレン・キュイン
- 1787-1788 ジェームズ・ブライス
- 1788-1789 ジョン・バレン
- 1789-1790 ニコラス・キャロル
- 1790-1791 ロバート・コウデン
- 1791-1792 アレン・キュイン
- 1792-1793 ジョン・バレン
- 1793-1794 ジェームズ・ウィリアムズ
- 1794-1795 ウィリアム・ピンクニー
- 1795-1796 アレン・キュイン
- 1796-1797 ジョン・バレン
- 1797-1798 フィリップ・バートンキー
- 1798-1799 ニコラス・キャロル
- 1799-1800 ジョン・デビッドソン
- 1800-1801 ジェームズ・ウィリアムズ
- 1801-1802 アレン・キュイン
- 1802-1803 サミュエル・リダウト
- 1803-1804 ジョン・ジョンソン
- 1804-1805 ジェームズ・ウィリアムズ
- 1805-1806 サミュエル・リダウト
- 1806-1807 バートン・ウェトクロフト
- 1807-1808 ジョン・キルティ
- 1808-1809 バートン・ウェトクロフト
- 1809-1810 ジョン・ジョンソン
- 1810-1811 ニコラス・ブリューワー
- 1811-1812 ギデオン・ホワイト
- 1812-1813 ニコラス・ブリューワー
- 1813-1814 ジョン・ランドール
- 1814-1815 ニコラス・ブリューワー
- 1815-1816 ジョン・ランドール
- 1816-1817 ニコラス・ブリューワー
- 1817-1818 ジョン・ランダル
- 1818-1819 ニコラス・ブリューワー
- 1819-1823 ルイス・デュバル
- 1823-1825 ジェームズ・ボイル
- 1825-1828 トーマス・リチャード・ハーウッド
- 1828-1837 デニス・クロード
- 1837-1840 ジョン・ミラー
- 1840-1843 アレキサンダー・コンティー・マグルーダー
- 1843-1845 リチャード・スワン
- 1845-1846 ウィリアム・ブライアン
- 1846-1848 リチャード・スワン
- 1848-1849 リチャード・グッドウィン
- 1849-1851アブラムクロード
- 1851-1852 ブライスワージントン
- 1852-1853 リチャード・グッドウィン
- 1853-1854デニス・クロード
- 1854-1855アブラムクロード
- 1855-1856 ニコラス・ブリューワー3世
- 1856-1858 リチャード・スワン
- 1858-1859 ジョセフ・ブラウン
- 1859-1860 ウィリアム・ハーウッド
- 1860-1862 ジョン・マグルーダー
- 1862-1863 ウェズリー・ホワイト
- 1863-1864 ジョン・マグルーダー
- 1864-1865 ソロモンフィリップス
- 1865-1866 リチャード・グッドウィン
- 1866-1867 リチャード・スワン
- 1867-1869 アブラム・クロード
- 1869-1870 アウグストゥス・ギャサウェイ
- 1870-1871 ジョン・ハイド
- 1871-1875 ジェームズ・マンロー
- 1875-1877 アーサー・ウェルズ
- 1877-1879 ジェームス・ブラウン
- 1879-1883 トーマス・マーティン
- 1883-1889 アブラム・クロード
- 1889-1893 ジェームス・ブラウン
- 1893-1897 ジョン・トーマス
- 1897-1899リチャード・グリーン
- 1899 ネヴェット・スティール
- 1899-1901 エドウィン・セイディウィッツ
- 1901-1903 チャールズ・デュボア
- 1903-1905 サミュエル・ジョーンズ
- 1905-1907 ジョン・ダウ
- 1907-1909 ゴードン・クロード
- 1909-1919 ジェームズ・ストレンジ
- 1919-1921 ジョン・レビー
- 1921-1923 サミュエル・ジョーンズ
- 1923-1925 チャールズ・スミス
- 1925-1927 アレン・ボウイ・ハワード
- 1927-1929 チャールズ・スミス
- 1929-1935 ウォルタークウェンシュテット
- 1935-1939 ルイ・フィップス
- 1939-1941 ジョージ・ヘイリー
- 1941-1949 ウィリアム・マクレディ
- 1949-1952 ロスコー・ロウ
- 1952 ロバート・キャンベル・シニア
- 1952-1961 アーサー・エリントン
- 1961-1965 ジョセフ・グリスコム・シニア
- 1965-1973 ロジャー・モイヤー
- 1973 ノア・ヒルマン
- 1973-1981 ジョン・ポストル
- 1981 グスタフ・アカーランド
- 1981 ジョン・トーマス・チェンバース・ジュニア
- 1981-1985 リチャード・レーザー・ヒルマン
- 1985-1989 デニス・キャラハン
- 1989-1998 アルフレッド・ホプキンス
- 1998-2001 ディーン・ジョンソン
- 2001-2009 エレン・O・モイヤー
- 2009-2013 ジョシュア・J・コーエン
- 2013-2017 マイク・パンテリディーズ
- 2017- ギャヴィン・バックリー

## 参考
- http://www.mdarchives.state.md.us/msa/speccol/sc2600/sc2685/html/anmayors.html – List of Mayors of Annapolis
- http://www.mdarchives.state.md.us/msa/mdmanual/37mun/annapolis/html/a.html – Information on the Government of Annapolis